# Lista de arruamentos dos Mártires
A lista de arruamentos dos Mártires apresenta os 24 arruamentos oficiais da freguesia lisboeta dos Mártires e a sua descrição.

## Calçada de São Francisco
A Calçada de São Francisco é um arruamento da freguesia dos Mártires, que se inicia na Rua Vítor Cordon e termina na Rua Nova do Almada. É uma rua com declive muito acentuado, sendo a terceira calçada mais íngreme de Lisboa. O nome da calçada provém de um antigo grande convento franciscano a que se chamava Cidade de São Francisco, situado no Monte Fragoso, antigo colina perto do rio Tejo. Dois incêndios devastariam o convento, sendo este completamente destruído depois pelo terramoto de 1755.

## Calçada do Ferragial
A Calçada do Ferragial é um arruamento localizado nas freguesias dos Mártires, Encarnação e São Paulo, que tem o seu início no Largo do Corpo Santo e o seu fim na Rua Vítor Cordon. O seu nome (tal como o da Rua do Ferragial e o da Travessa do Ferragial) deriva de um antigo local chamado Ferragial, localizado extra-muros da cidade de Lisboa, que o acabou por engolir com o tempo. 

## Calçada Nova de São Francisco
A Calçada Nova de São Francisco é uma calçada que liga a Rua Nova do Almada à Rua Ivens, localizando-se na freguesia dos Mártires. O seu nome provém de um antigo grande convento franciscano a que se chamava Cidade de São Francisco, situado no Monte Fragoso, antigo colina perto do rio Tejo. Dois incêndios devastariam o convento, sendo este completamente destruído depois pelo terramoto de 1755.

## Largo da Academia Nacional de Belas Artes
ver: Largo da Academia Nacional de Belas Artes.
O Largo da Academia Nacional de Belas Artes, coloquialmente Largo das Belas Artes, é um largo situado na zona do Chiado, localizado na freguesia dos Mártires. É formado pela confluência da Rua Ivens com a Rua Vítor Cordon. O seu nome actual foi oficializado por edital de 6 de abril de 1982, substituindo o seu nome anterior Largo da Biblioteca Pública. A mudança de nome surgiu após um pedido por parte da Academia Nacional de Belas Artes, já que tem sede no largo e tendo em conta que a Biblioteca Pública havia sido mudada para o Campo Grande, passando a chamar-se Biblioteca Nacional.

## Largo da Boa-Hora
O Largo da Boa-Hora é um pequeno largo localizado na freguesia dos Mártires, com entrada e saída pela Rua Nova do Almada, junto ao cruzamento com a Rua de São Julião. O nome do topónimo provém do antigo Convento da Boa-Hora nele localizado, e que hoje é o chamado Tribunal da Boa-Hora. O convento foi transferido para a Ajuda, onde se localiza no Largo da Boa-Hora à Ajuda.

## Largo de São Carlos
ver: Largo de São Carlos.
O Largo de São Carlos é um largo lisboeta situado na freguesia dos Mártires, e formado pela confluência da Rua Serpa Pinto com a Rua Paiva de Andrada. Foi neste largo que se construíu entre 8 de dezembro de 1792 e 30 de junho de 1793 o Teatro de São Carlos. Mais tarde, com a implantanção da República, por edital da câmara de 18 de novembro de 1913, passou a denominar-se Largo do Directório, por nele se situar a sede do Partido Republicano Português e do seu Directório. Mais tarde, já no Estado Novo, a 28 de maio de 1956 voltou à antiga denominação de Largo de São Carlos.

## Largo de São Julião
O Largo de São Julião é um largo em forma de rua, que se estende da freguesia de São Nicolau na confluência da Rua Nova do Almada com a Rua de São Julião, até à freguesia dos Mártires, na Praça do Município com a esquina da Rua do Comércio. O seu nome provém da proximidade com a Rua de São Julião, topónimo antigo lisboeta, anterior ao terramoto de 1755.

## Largo do Chiado
ver: Largo do Chiado.
O Largo do Chiado é um emblemático largo da zona de Lisboa do Chiado, localizado entre as freguesias da Encarnação, dos Mártires e do Sacramento. É formado pela confluência entre as Ruas Garrett, Paiva de Andrada, António Maria Cardoso, Nova da Trindade e Praça de Luís de Camões. Antigamente conhecido como Largo das Duas Igrejas ou Praça do Loreto, recebeu o seu atual nome por deliberação camarária de 14 de abril de 1925 (confirmada por edital de 19 de Maio). A razão do nome do topónimo é obscura, sendo que a principal teoria diz que o nome provém de um poeta quinhentista chamado António Ribeiro, alcunhado de "O Chiado".

## Largo do Picadeiro
O Largo do Picadeiro é um largo da freguesia dos Mártires formado pela confluência da Rua dos Duques de Bragança e da Rua Paiva de Andrada com o Largo de São Carlos. Era neste local que se localizava o picadeiro do palácio dos Duques de Bragança. O nome é anterior ao terramoto de 1755.

## Praça do Município
ver: Praça do Município (Lisboa)
A Praça do Município é uma das mais emblemáticas praças de Lisboa, nela se sediando a Câmara Municipal. É formada pela confluência da Rua do Arsenal e da Rua do Comércio com o Largo de São Julião. Antigamente conhecida por Largo do Pelourinho, o seu atual nome foi dado por deliberação camarária de 20 de março de 1886 (confirmada por edital quatro dias depois). Foi nesta praça, na varanda da Câmara Municipal que foi proclamada a república a 5 de Outubro de 1910. A praça está totalmente situada na freguesia dos Mártires.

## Rua Anchieta
A Rua Anchieta é uma rua da zona lisboeta do Chiado situada na freguesia dos Mártires. Inicia-se na Rua Capelo, e termina na Rua Garrett. Antigamente era denominada Rua da Figueira, perdendo este nome para o atual por deliberação camarária de 3 de setembro de 1885 (confirmada por edital de 7 de setembro). A rua homenageia o explorador da zona do Zaire José Alberto de Oliveira Anchieta.

## Rua António Maria Cardoso
A Rua António Maria Cardoso é uma rua da zona do Chiado, em Lisboa, que tem o seu início na Rua Vítor Cordon e o seu término no Largo do Chiado. Chamava-se antigamente Rua do Tesouro Velho, tendo recebido o nome atual por deliberação camarária e edital de 6 de fevereiro de 1890. Homenageia António Maria Cardoso, explorador que fez a travessia do Niassa com Paiva de Andrada e Vítor Cordon, explorando também as terras de Mussila. O arruamento é partilhado entre as freguesias da Encarnação e dos Mártires.

## Rua Capelo
A Rua Capelo é uma rua com início na Rua Ivens e término no Largo de São Carlos, localizada na freguesia lisboeta dos Mártires, na zona do Chiado. Antigamente tinha o nome de Travessa da Parreirinha, tendo recebido o atual nome por deliberação camarária de 3 de setembro de 1885 (confirmada por edital 4 dias depois). Homenageia o explorador Hermenegildo Capelo, explorador da bacia dos rios Zambeze e Zaire juntamente com Roberto Ivens. Mais tarde os dois seriam encarregues de encontrar uma via de comunicação entre Angola e Moçambique.

## Rua do Arsenal
ver: Rua do Arsenal.
A Rua do Arsenal é um arruamento das freguesias dos Mártires, São Nicolau e São Paulo. Inicia-se na Praça do Comércio e termina no Largo do Corpo Santo. A razão da sua denominação é a antiga existência do arsenal da Marinha nas suas imediações. Antigamente aqui se encontrava a antiga Ribeira das Naus, destruída pelo terramoto de 1755. No local foi construído o Arsenal da Marinha, que estaria a uso até 1939, altura em que foi movido para a Base do Alfeite. Ainda atualmente aqui funciona a Administração Central da Marinha.

## Rua dos Duques de Bragança
A Rua dos Duques de Bragança é um arruamento de Lisboa distribuído pelas freguesias dos Mártires e da Encarnação, e que tem o seu início na Rua Vítor Cordon e o seu término no Largo do Picadeiro. Antigamente denominada Rua do Duque de Bragança devido ao Palácio dos Duques de Bragança nela situado, perdeu este nome aquando da implantação da República, quando por edital de 18 de novembro de 1910 lhe foi dado o nome Rua da Luta, em homenagem ao jornal republicano fundado por Brito Camacho. Mais tarde, durante o Estado Novo, e por edital de 28 de maio de 1956, voltou à sua antiga denominação, desta vez no plural.

## Rua Garrett
ver: Rua Garrett.
A Rua Garrett é uma emblemática rua da zona do Chiado em Lisboa. A rua nasce na Rua Nova do Almada (junto aos famosos Armazéns do Chiado, e sobe até ao Largo do Chiado. Antigamente estava dividida em duas: a Rua do Chiado e as Portas de Santa Catarina, mais tarde unidas por edital de 1 de setembro de 1859 com o nome de Rua do Chiado. Por deliberação camarária de 7 de junho de 1880 (confirmada por edital de 14 de junho) foi novamente mudado o nome para Rua Garrett, em homenagem a Almeida Garrett e durante as comemorações do tricentenário da morte de Luís de Camões. A rua foi muito afectada pelo incêndio do Chiado de 25 de agosto de 1988 que se iniciou na Rua do Carmo, tendo quase toda a parte de baixo sido reconstruída preservando-se as fachadas originais, num projeto do arquiteto Álvaro Siza Vieira. A rua é partilhada pelas freguesias dos Mártires e do Sacramento.

## Rua Ivens
A Rua Ivens é um arruamento que se inicia no Largo da Academia Nacional de Belas Artes e que termina na Rua Garrett. Antigamente chamada Rua de São Francisco, devido à proximidade de um antigo grande convento franciscano a que se chamava Cidade de São Francisco, situado no Monte Fragoso, antigo colina perto do rio Tejo. Dois incêndios devastariam o convento, sendo este completamente destruído depois pelo terramoto de 1755. Homenageia desde 7 de setembro de 1885 (deliberação camarária de 3 de setembro) o explorador Roberto Ivens, oficial da Marinha que juntamente com Hermenegildo Capelo e Alexandre de Serpa Pinto explorou as bacias dos rios Zaire e Zambeze, assim como descobriu uma via de comunicação por terra entre Angola e Moçambique.

## Rua Nova do Almada
ver: Rua Nova do Almada.
A Rua Nova do Almada é uma rua de Lisboa nomeadamente na zona do Chiado. Começa na confluência da Rua de São Julião com o Largo de São Julião, cruzando a Rua da Conceição e a Calçada de São Francisco, o Largo da Boa-Hora e a Rua de São Nicolau, a Calçada Nova de São Francisco, as Escadinhas do Santo Espírito da Pedreira antes de chegar à confluência da Rua Garrett com a Rua do Carmo onde termina. A rua é partilhada pelas freguesias dos Mártires e de São Nicolau, e existe desde antes de 1665, sendo que foi totalmente remodelada após o terramoto de 1755, sendo inaugurada a 17 de junho de 1787. Foi reurbanizada na segunda metade do século XVIII. O nome da rua homenageia Rui Fernandes de Almada, antigo presidente do Senado Municipal e que, em 1665, mandou abrir a rua que hoje tem o seu nome. O nome "Rua Nova" tem a sua razão de ser na necessidade de desambiguação com a Rua do Almada na freguesia de São Paulo.

## Rua Paiva de Andrada
A Rua Paiva de Andrada, muitas vezes Rua Paiva de Andrade, é uma arruamento lisboeta da zona do Chiado. A rua nasce no Largo do Picadeiro e termina no Largo do Chiado, localizando-se totalmente na freguesia dos Mártires. A rua existe pelo menos desde terceiro quartel do século XV, localizada numa elevação de terreno, daí o seu antigo nome de Rua do Outeiro. Após total remodelação depois do terramoto de 1755, já no final do século XIX, por deliberação camarária e edital de 6 de fevereiro de 1890 passou a Rua Paiva de Andrada, homenageando Joaquim Carlos Paiva de Andrada, militar e governador colonial responsável pela criação de muitas companhias concessionárias em Moçambique.

## Rua Serpa Pinto
A Rua Serpa Pinto é um arruamento que tem o seu início na Rua Vítor Cordon (na freguesia dos Mártires) e termina no Largo Rafael Bordalo Pinheiro (já na freguesia do Sacramento). Antigamente estava dividida em três arruamentos: a Rua Nova dos Mártires (desde 7 de setembro de 1885 Rua Serpa Pinto), a Travessa de Estêvão Galhardo e a Rua 16 de Outubro. Estas três foram unidas na Rua Serpa Pinto, primeiro a Travessa de Estêvão Galhardo a 16 de novembro de 1885, depois a Rua 16 de Outubro (a 12 de agosto de 1937). A rua homenageia Alexandre de Serpa Pinto, explorador das terras entre Angola e Moçambique.

## Rua Vítor Cordon
A Rua Vítor Cordon é uma rua da freguesia dos Mártires, que nasce na Calçada de São Francisco e termina na Rua António Maria Cardoso. Antigamente chamava-se Rua do Ferragial de Cima, e corresponde à antiga Rua de Nossa Senhora dos Mártires pré-terramoto.

## Travessa do Cotovelo
A Travessa do Cotovelo é uma pequena rua de Lisboa localizada nas freguesias dos Mártires e de São Paulo, na zona do Cais do Sodré, mais precisamente no antigo bairro do Ferragial. A travessa faz a ligação entre a Calçada do Ferragial curvando até chegar à Rua do Arsenal. O trânsito automóvel desloca-se neste sentido, ao passo que a numeração de polícia se inicia na Rua do Arsenal, respeitando a regra dos números se iniciarem no local mais perto do rio Tejo.

## Travessa do Ferragial
A Travessa do Ferragial é uma pequeno arruamento lisboeta localizado na freguesia dos Mártires. Tem o seu início na Calçada do Ferragial e o seu término na Rua Vitor Cordon. Anteriormente chamava-se Beco da Linheira, mas ganhou o atual nome a 7 de novembro de 1874 devido à sua localização no bairro quinhentista do Ferragial, tal como a Calçada com o mesmo nome.

## Travessa dos Teatros
A Travessa dos Teatros é um arruamento de Lisboa, na freguesia dos Mártires, cujo percurso é pedonal e feito através de uma escadaria que liga o Largo do Picadeiro à Rua António Maria Cardoso. O seu nome foi adotado por deliberação camarária de 28 de novembro de 1893 (edital de 18 de dezembro do mesmo ano), substituindo o anterior nome de Travessa do Tesouro Velho, e devido à proximidade deste topónimo do Teatro Nacional de São Carlos e do Teatro Municipal São Luiz.

## Arruamentos não oficiais
Existe um arruamento não oficial na freguesia dos Mártires, denominado Pátio da Encarnação. Surge no mapa oficial do sítio da Câmara Municipal de Lisboa como iniciando no Largo do Chiado, junto ao número 15 (daí o nome no mapa ser "Pátio da Encarnação (Largo do Chiado, 15)") por detrás da Igreja de Nossa Senhora da Conceição Velha.